# Iridopelma hirsutum
Espèce
Synonymes
- Typhochlaena pococki Mello-Leitão, 1923
- Avicularia palmicola Mello-Leitão, 1945

Iridopelma hirsutum est une espèce d'araignées mygalomorphes de la famille des Theraphosidae.

## Distribution
Cette espèce est endémique du Brésil. Elle se rencontre au Ceará, au Rio Grande do Norte, au Paraíba, au Pernambouc et en Alagoas.

## Publication originale
- Pocock, 1901 : Some new and old genera of South American Avicularidae. Annals and Magazine of Natural History, sér. 7, vol. 8, p. 540-555 (texte intégral).